# サム&デイヴ
サム&デイヴ（Sam & Dave）は、“サム”サミュエル・デビッド・ムーアと“デイヴ”デビッド・プレイター・ジュニアによるソウル/R&Bデュオ。

## 人物・経歴
マイアミで結成され、1961年から1981年にかけて活動。サムが高音パート（テナー）を、デイヴが低音パート（テナー、バリトン）を受け持つ。
1964年、アトランティック・レコードに移籍し、翌年にはアルバム『ホールド・オン（Hold On, I'm Comin'）』が大ヒット。タイトル曲もシングル・ヒットし、R&Bチャートの1位を記録。67年には「ソウル・マン」がポップ2位、R&Bで1位、ポップ年間チャート20位の大ヒットとなった。何枚かのレコードがゴールド・ディスクを獲得した。だがサムとデイヴは不仲で、解散は早かった。
グラミー賞や92年にはロックの殿堂入りを果たした。サム・ムーアは「ローリング・ストーンの選ぶ歴史上最も偉大な100人のシンガー」において第85位にランクインしている。
1988年4月9日に、デイヴ・プレイターが交通事故で死去した。
サムは2025年1月10日の朝、フロリダ州コーラルゲーブルスの自宅で手術後の合併症により死去。89歳没。

## ディスコグラフィ

### アルバム
- 1966年
  - サム&デイヴ
  - ホールド・オン
- 1967年
  - ダブル・ダイナマイト（スタックス）
  - ソウル・マン
- 1968年 アイ・サンキュー（アトランティック）
- 1969年 ザ・ベスト・オブ
- 1975年 バック・アッチャ
- 1978年 スウィート&ファンキー・ゴールド